# Ichneumon urticae
Ichneumon urticae är en stekelart som beskrevs av Geoffroy 1785. Ichneumon urticae ingår i släktet Ichneumon och familjen brokparasitsteklar. Inga underarter finns listade i Catalogue of Life.